# Карло Руцціні
Карло Руцціні (італ. Carlo Ruzzini) — 113-й венеційський дож у 1732—1735 роках.

## Біографія
Належав до заможного роду з «нових патриціїв», що прибув з Константинополя у XII ст. Третій син Марко Руцціні, прокуратора Святого Марка, та Катерини Дзено. Спочатку він навчався у приватних репетиторів, потім перейшов до школи сомаскі (католицької чернечої конгрегації) при соборі Санта-Марія-делла-Салюте. Оскільки завдання продовження роду було доручено його старшому братові Джованні Антоніо, Карло зберігав целібат і мав можливість повністю присвятити себе політиці. 1679 року розпочав кар'єру в дорадчих та допоміжних органах при Великій раді та Сенаті, де перебував до 1680 року
Між 1681 і 1684 роками був у складі посольств у Франції, Священній Римській та Османській імперіях, які чергував на посадах проведитора палат у квітні—вересні 1683 року та члена колегії мудрих десяти у 1685 році. У 1686—1687, 1688—1689, 1689—1690 роках (з перервами у 6 місяців) входив до колегії мудрих материку (опікувалися військовими та фінансовими справами північноіталійських володінь Республіки). 
1691 року Карло Руцціні призначається послом до Іспанії. У липні 1698 року стає посол до імператора Священної Римської імперії. Тут він організовував візит московського царя Петра I до Венеції, але цей візит не відбувся через стрілецьке повстання в Москві. У 1698—1699 роках Карло Руцціні представляв Венецію на Карловицькому конгресі, зумівши отримати деякі переваги для своєї країни. Його нерішучість і страх прийняти неправильне рішення – частково через його доручення та необхідність постійно консультуватися з Сенатом – викликали значне роздратування в інших учасників, які тому примудрилися виключити Венецію та його самого з прийняття важливіших рішень. Втім цей епізод не завадив його кар'єрі.
У 1699—1700 роках був членом Ради старійшин. Потім до 1702 року не обіймав жодної посади. У 1702 році був послом до іспанського представника у Мілані, де засвідчив визнання королем Іспанії Філіппа V. 1704 року призначається послом до Османської імперії, де зрозумів, що султан Ахмед III не змирився з втратою Мореї, про що доповідав Сенату.
3 березня 1706 року призначається одним з вищих прокуратором Святого Марка. 1706 року призначається послом у Голландії, 1707 року — в Османській імперії. У 1709—1711 року стає відповідальним за Падуанський університет, водночас входив до ради старійшин.
У 1712—1713 роках під час укладання Утрехтського миру був присутнім там в якості надзвичайного посла Венеції. Але через падіння авторитету самої республіки його роль в перемовинах була незначною, що відбилося у відмовіні Карло Руцціні британської пропозиції приєднати до своїх володінь Мантую чи Комаккьо. Разом з тим Руцціні використав ситуацію для перемовин з іншими італійськими державами, намагаючись створити щось на кшталт Італійської конфедерації на чолі Венеції при підтримці Франції на противагу Австрії. Втім спроби виявилися невдалими. Також не зміг отримати підтвердження сплати репарації за руйнування, завдані французькими та імперськими військами венеційським володінням під час війни за іспанську спадщину. Після повернення з 1714 до 1716 року з деякими перервами засідав у Раді старійшин.
У липні 1718 року представляв Венецію під час мирних перемовин у Пассаровіці, що були завершенням Другої Морейської війни. Притаманна Венеції слабкість стратегічного становища означала, що Руцціні як послом було мало що виграно.
Після цього продовжив свою дипломатичну кар'єру, отримавши 7 вересня 1718 року друге призначення в Константинополь, звідки повернувся у листопаді 1720 року погане здоров'я (подагра і водянка) змусило його повернутися додому. Став членом Ради, але оскільки його брата Луїджі було призначено єпископом Бергамо, йому довелося відмовитися від членства в Колегії, а потім Карло Руцціні почав писати мемуари. Він також оглух.

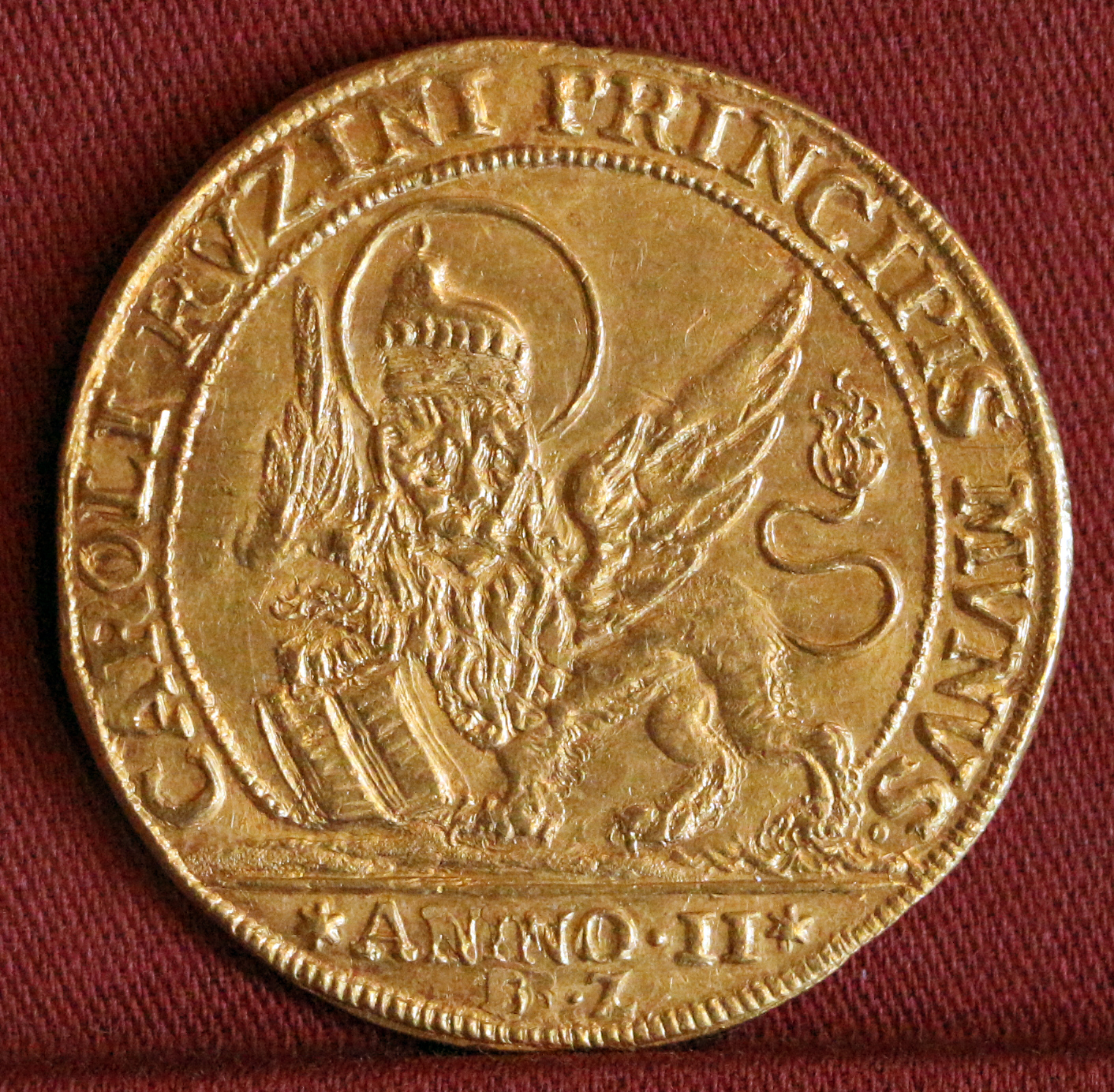
Медаль золота озелла Карло Руцціні

У 1722 році був кандидатом на посаду дожа, але програв Альвізе Себастьяно Моченіго. 6 червня 1732 року після смерті останнього Руцціні було легко обрано на цю посаду, отримавши 40 голосів з 41в Раді сорока.
Під час свого короткого правління він мало що помітно досяг, але зберіг нейтралітет Венеції та тримався осторонь від подальших конфліктів, передусім війни за польську спадщину. Його мало цінували патриціат та Сенат, які бачили в ньому суто символічну фігуру. У 1733 і 1734 роках Республіка пережила низку фінансових та економічних криз.
Найважливішою подією за часів його правління було перенесення наприкінці 1732 року з Франції до Венеції мощей дожа П'єтро I Орсеоло.  7 січня 1733 року, їх урочисто доставили до герцогської каплиці Сан-Марко та помістили у срібну урну. Через місяць відбулася церемонія з процесією, в якій взяв участь дож із синьйорією, духовенством та ополченням. 
Помер 5 січня 1735 року, його поховали в каплиці Санта Тереза в церкві Санта Марія ді Назарет дельї Скальці.